# Lacoste (Hérault)
Lacoste – miejscowość i gmina we Francji, w regionie Oksytania, w departamencie Hérault.
Według danych na rok 1990 gminę zamieszkiwało 225 osób, a gęstość zaludnienia wynosiła 30 osób/km² (wśród 1545 gmin Langwedocji-Roussillon Lacoste plasuje się na 687. miejscu pod względem liczby ludności, natomiast pod względem powierzchni na miejscu 880.).